# Communistische Partij van China
De Communistische Partij van China (vereenvoudigd Chinees: 中国共产党; traditioneel Chinees: 中國共產黨; pinyin: Zhōngguó Gòngchǎndǎng) (CPC), ook wel de Chinese Communistische Partij (CCP) genaamd, is een politieke partij die op 23 juli 1921 werd opgericht en sinds 1 oktober 1949 de Volksrepubliek China regeert.

## Geschiedenis

### Opkomst
De partij werd op 23 juli 1921 in Shanghai door bezorgde studenten opgericht. De studenten vonden dat het communisme China van de ondergang zou redden. China was destijds zwak en het land werd alsmaar bedreigd door imperialisme, kolonisatie door Japan en de grote invloed van de westerse landen. Chen Duxiu, Zhang Guotao en Li Da richtten het Politbureau van de Communistische Partij van China op. Zowel de CPC als zijn tegenstander, de Kwomintang (KMT), wilden twee dingen doen met China: het land moderniseren en bevrijden van buitenlandse (koloniale) invloeden.
De partij stelde vooral de analfabete, landloze en armoedige boeren lotsverbetering in het vooruitzicht om hen te winnen voor de Revolutie. Dit zorgde voor veel aanhangers en populariteit, omdat boeren en zij die van de landbouw leefden het grootste deel van de bevolking vormden. Door de boeren in een aantal klassen te verdelen en vervolgens de lagere klassen op te roepen tot opstand tegen de hogere klassen ('de landheren en bezitters') en landhervormingen te beloven werd de revolutie populair gemaakt bij een deel van de boerenbevolking. Vanaf 1934 was Mao Zedong leider van de CPC.
Zowel de CPC als zijn tegenstander, de Kwomintang (KMT), wilden het land moderniseren en het bevrijden van buitenlandse invloeden. In het begin stond de CPC niet sterk en won de KMT. Toen de Japanners China binnenvielen  bundelden CPC en KMT hun krachten in een verenigd front. De KMT vocht echter regelmatig harder tegen de CPC dan met de CPC tegen de Japanners. Toen de Japanners in 1945 verslagen werden ging de burgeroorlog tussen CPC en KMT weer verder.
KMT-leider Chiang Kai-shek opende een heksenjacht op de communisten. Mao vluchtte met zijn leger in westelijke en vervolgens noordelijke richting in een Lange Mars van meer dan 9600 kilometer. Uiteindelijk zetten de communisten een basis op in Yan'an. Daar verzamelden zij zich om terug te slaan.

### Mao aan de macht
In 1949 kwam de CPC aan de macht. Men hoopte dat zij economische onderontwikkeling en sociale ongelijkheid zou omvormen in gelijkheid, menselijke waardigheid en welvaart. Onder andere de volgende maatregelen werden genomen:

Een soldaat van het Volksbevrijdingsleger in 1972

1. Onder staatsbeheer brengen van sleutelsectoren van de economie (banken, spoorwegen, industrie en handel). Vanaf de jaren 80 werd dit onder Deng Xiaoping echter steeds meer teruggedraaid omdat de uitwerking ervan zacht gezegd nogal matig was.
2. Landhervorming. Tussen 1950 en 1953 werd land herverdeeld. Dit werd in latere periodes soms weer enigszins teruggedraaid wat direct leidde tot een toename van de agrarische productie en hogere levensstandaard van de boeren.
3. Geleidelijke collectivisatie. Het land werd over alle boeren 'verdeeld' dmv. collectivisatie (lees: in beslag nemen of onder zware pressie opgaan) in coöperaties. Het land zou gezamenlijk worden bewerkt en de opbrengst zou naar de staat gaan. Het gevolg was dat boeren steeds minder gingen produceren, ten gevolge van mismanagement zoals bijvoorbeeld het onvoldoende (vaak niet) verstrekken van zaaigoed, bestrijdingsmiddelen en kunstmest (helemaal niet), (opzettelijke) verwaarlozing van investeringen in de landbouw en het systematisch onttrekken van werkkracht aan de landbouw ten gunste van (vaak mislukte) projecten als waterbouwkundige werken op megaschaal en de rampzalige 'staalproductie' in dorpshoogovens waar ook nog eens een deel van de landbouwwerktuigen in verdween.
4. Door middel van propaganda, politieke bewustwording en pressie moesten de boeren heropgevoed worden tot socialistische boeren die met inzet en enthousiasme collectieve arbeid gingen verrichten. Zo moesten ze de landbouwopbrengsten verhogen (rekwisities was de praktijk) terwijl hun rantsoenen regelmatig werden verminderd tot een niveau (met name een fors gebrek aan calorieën en eiwitten trad er op) waarop ze gedwongen werden om gras, boombladeren, boomwortels etc. te gaan eten. Er werden draconische straffen gezet op het achterhouden van landbouwopbrengsten of zaken als dierenvoer.

Vele van deze plannen hadden desastreuze gevolgen. De Grote Sprong Voorwaarts leidde tot enorme hongersnoden, de Culturele Revolutie kostte vele miljoenen het leven. Opstanden werden soms bloedig neergeslagen, en corruptie is een systeem geworden.
Onderwijs werd verwaarloosd, zo werd bijvoorbeeld lezen tot het niveau waarop men primitieve propaganda kon lezen bevorderd maar verder leren was praktisch onmogelijk.

### Na Mao
Na het overlijden van Mao in 1976 begon Deng Xiaoping in economisch opzicht een pragmatische koers te varen en verhoogde daarmee de levensstandaard van de bevolking. De CPC accepteerde private eigendomsrecht inclusief aandelenmarkt, private banken en internationale investeringen. De CPC is daarmee inmiddels op bepaalde vlakken afgeweken van de communistische ideeën, maar aan de politieke macht van de CPC zijn geen concessies gedaan. Op bevel van Deng Xiaoping vond in juni 1989 het hardhandig ingrijpen op de protesten op het Plein van de Hemelse Vrede plaats. 
In 2004 is het partijstatuut gereviseerd en deze stelt nog steeds: "De Chinese burgers van diverse etnische oorsprongen zullen doorgaan met het volgen van de democratische volksdictatuur en het socialistische pad onder leiding van de Chinese Communistische Partij met als leidraad het Marxistisch-Leninisme, Mao Zedongs ideologie, Deng Xiaopings theorie en de belangrijke gedachte van de 'Drie Representaties'." De CPC draagt nog steeds uit dat haar theorieën correct zijn en dwingt het Chinese volk deze doctrines te leren en te volgen. 
Afgezien van enige economische vrijheid ontbreken tot op de huidige dag democratische vrijheden zoals vrijheid van meningsuiting, vrijheid van drukpers, vrijheid van vergadering en vereniging, vrijheid tot vakbondsvertegenwoordiging en andere kenmerken van een westerse vrije rechtsstaat zoals scheiding der machten en een representatief meerpartijen parlement. Tot op de huidige dag is er nauwelijks godsdienstvrijheid en worden betrekkelijk neutrale bewegingen als Falun Gong vervolgd.
De CPC is onder de huidige leider Xi Jinping nog steeds onbetwist de autocratische leidinggevende macht in geheel China.

## Leden
Het lidmaatschap is geregeld in het partijstatuut: Hoofdstuk 1, de artikelen 1 tot en met 9. Iedere Chinees van 18 jaar en ouder kan lid worden van de partij mits de persoon het partijstatuut accepteert en bereid is mee te werken aan de uitvoering van het partijprogramma. De leden moeten de belangen van het Chinese volk dienen en daarbij hun eigenbelang niet najagen. Verder moeten zij het Chinese communistische gedachtegoed goed bestuderen en in lijn hiermee handelen. Daar tegenover staat het recht om deel te nemen aan alle activiteiten van de partij, mee te praten over het beleid en mee te doen aan verkiezingen. Om lid te worden moeten twee partijleden de aanvraag ondersteunen. De twee moeten zich ervan overtuigen dat het kandidaat-lid het juiste karakter en vaardigheden heeft die passen bij de partij. 
Het kandidaat-lid wordt opgenomen na het afleggen van een eed:
Het is mijn wil om lid te worden van de Communistische Partij van China, het partijprogramma te handhaven, de bepalingen van de partijgrondwet na te leven, de verplichtingen van een partijlid na te komen, de beslissingen van de partij uit te voeren, de partijdiscipline strikt in acht te nemen, partijgeheimen te beschermen, loyaal te zijn aan de partij, hard te werken, te vechten voor het communisme voor de rest van mijn leven, altijd bereid te zijn om mijn alles op te offeren voor de partij en de mensen, en de partij nooit te verraden.
Er volgt een proefperiode van een jaar waarna het lidmaatschap definitief wordt. Eenmaal definitief dan is een actieve participatie vereist en staat het lid ook onder het disciplinaire toezicht van de partij. Ieder lid kan uit de partij treden en de partij kan het lidmaatschap afnemen.
De Communistische Partij van China telt ruim 80 miljoen leden.

## Organisatie
De belangrijkste bestuursorganen van de CPC zijn:
- Nationaal Congres van de Communistische Partij van China is in theorie het hoogste orgaan van de CPC. Na het 9e partijcongres in 1969 komen de leden eenmaal per vijf jaar bij elkaar, voor die tijd werd een minder strak tijdschema aangehouden. Sinds 1956 is de Grote Volkszaal in Peking de vaste vergaderlocatie. In deze vergadering komen ongeveer 2300 leden bijeen. In de laatste 20 jaar is het gewicht van het partijcongres toegenomen, het is een platform geworden waar de belangrijkste beleidsvoornemens bekend worden gemaakt. De internationale belangstelling voor dit congres is toegenomen, mede omdat China een internationaal belangrijke economische macht is geworden.
- Centraal Comité van de Communistische Partij van China, formeel gekozen door de leden van het Nationaal Congres. Het Centraal Comité komt samen tussen de plenaire zittingen van het Nationaal Congres. Er zijn zo'n 300 leden en zij kiezen de leden van het Politbureau.
- Het Politbureau van de Communistische Partij van China telt 25 leden. Het Politbureau is het hoogste leidinggevende orgaan van de CPC.
- Een kleiner aantal leden (sinds 2012 zeven) van het Politbureau vormt samen het "Staand Comité van het Politbureau". Door dit comité worden de meeste beleidsvraagstukken voorbereid alvorens deze naar het Politbureau gaan voor verdere beraadslaging. De voorzitter is de Secretaris-Generaal van de CPC.

Deze organen worden ondersteund door diverse administratieve organisaties.
Deze structuur bestaat op alle bestuurlijke niveaus in het land. Op landelijk niveau, maar ook voor de 31 provincies, 333 perfecturen en 2859 overige gebieden, vooral kleinere steden en het platteland.
De CPC heeft verder drie ministeries:
- Ministerie voor Organisatie
- Ministerie voor Propaganda
- Ministerie voor Verenigd Front

Deze zijn qua niveau van bureaucratie en ambtenarij en qua ambtelijke status gelijkwaardig aan de ministeries van de Staat en geven leiding aan deze Staatsministeries. Verder bezit de CPC een opleidingsinstituut de ‘CPC Centrale Partij Academie’ een Centraal Militair Comité dat leiding geeft aan het Ministerie van Defensie, een roterend Leidinggevend Comité van partijleden over het gehele land, een permanent Centraal Comité van geselecteerde partijleden, het Politbureau met 25 leden, en een CPC Disciplinair Comité.  In de Regeringsraad is aan iedere Minister en Staatssecretaris een zgn. ‘CPC Afdelingssecretaris’ ter controle toegevoegd.

## Leiders
Tussen 1978 en 1989 lag de feitelijke macht bij Deng Xiaoping en Chen Yun. Deze machtspositie bleef waarschijnlijk ook na 1989 bestaan, tot het begin en midden van de jaren negentig, toen beide leiders zich vanwege hun zeer hoge leeftijd geleidelijk uit de actieve politiek terugtrokken. Hoewel de positie van secretaris-generaal in die periode achtereenvolgens werd bekleed door Hua Guofeng, Hu Yaobang en Zhao Ziyang, hadden Deng en Chen als vooraanstaande leden van het Politbureau en de Centrale Adviescommissie de doorslaggevende invloed op het beleid. De secretarissen-generaal vervulden in die periode daardoor vooral uitvoerende en coördinerende taken binnen het partijapparaat, maar beschikten niet over de uiteindelijke beslissingsmacht.
- 1921-1927: Chen Duxiu
- 1928-1931: Xiang Zhongfa
- 1931-1935: Bo Gu
- 1935-1943: Zhang Wentian
- 1943-1976: Mao Zedong
- 1976-1981: Hua Guofeng
- 1981-1987: Hu Yaobang
- 1987-1989: Zhao Ziyang
- 1989-2002: Jiang Zemin
- 2002-2012: Hu Jintao
- 2012-heden: Xi Jinping